# Isaías Duarte Cancino
Isaías Duarte Cancino (San Gil, 15 febbraio 1939 – Cali, 16 marzo 2002) è stato un arcivescovo cattolico colombiano. Morì assassinato. Nel 2012 un tribunale condannò come mandante del suo omicidio il comandante del blocco orientale delle FARC. Nel marzo dell'anno successivo la sentenza però fu annullata da un giudice dell'Alta Corte di Cali.

## Biografia
Isaías Duarte Cancino nacque a San Gil il 15 febbraio 1939 da Crisanto Duarte Pilonieta ed Elisa Cancino Arenas. Era il più giovane di sette fratelli.

### Formazione e ministero sacerdotale
Frequentò il liceo presso il Colegio Santander di Bucaramanga. Compì gli studi per il sacerdozio nel seminario di Pamplona e presso la Pontificia Università Gregoriana a Roma. Fu il primo seminarista della sua diocesi ad avere studiato a Roma.
Il 1º dicembre 1963 fu ordinato presbitero per la diocesi di Bucaramanga a Roma da monsignor Héctor Rueda Hernández. Quest'ultimo si trovava in Italia per partecipare alla seconda sessione del Concilio Vaticano II.
In seguito, tornato in Colombia, fu vicario cooperatore della parrocchia della cattedrale della Sacra Famiglia a Bucaramanga; professore nel seminario maggiore di Pamplona; parroco della parrocchia dello Spirito Santo a Bucaramanga; parroco della parrocchia della cattedrale della Sacra Famiglia a Bucaramanga e parroco della parrocchia di San Giovanni a Girón. Tutti questi luoghi di evangelizzazione conobbero il suo zelo apostolico, la sua fede ardente e la sua preoccupazione di compiere opere di beneficio spirituale e sociale. Duarte collaborò alla formazione dei sacerdoti come docente e direttore spirituale prima a Pamplona e poi nel nascente seminario maggiore di Floridablanca. Fu anche direttore spirituale dei candidati al sacerdozio nel seminario di Bucaramanga e contemporaneamente vicario episcopale per la pastorale.

### Ministero episcopale
Il 10 aprile 1985 papa Giovanni Paolo II lo nominò vescovo ausiliare di Bucaramanga e titolare di Germania di Numidia. Ricevette l'ordinazione episcopale il 17 giugno successivo dall'arcivescovo metropolita di Bucaramanga Héctor Rueda Hernández, co-consacranti l'ordinario militare per la Colombia Víctor Manuel López Forero e il vescovo di Barrancabermeja Juan Francisco Sarasti Jaramillo.
Merita una menzione speciale il suo particolare interesse per l'istituzione di una sezione della Pontificia Università Bolivariana di Medellín nell'arcidiocesi di Bucaramanga.
Il 18 giugno 1988 lo stesso papa Giovanni Paolo II lo nominò primo vescovo della nuova diocesi di Apartadó. La diocesi si trova in una regione della costa caraibica ai confini con Panama i cui abitanti erano dediti alla coltivazione di banane. Da anni essa era un campo di battaglia per guerriglieri, trafficanti di droga e contrabbandieri di armi e monsignor Duarte cercò di riunirli in un negoziati di pace ma senza molto successo. In questa diocesi apprese della realtà di violenza brutale e spietata del conflitto armato e capì che il suo servizio pastorale doveva essere di fondamentale importanza nei confronti delle vittime innocenti della violenza. Mentre si trovava ad Apartadó, infatti, avviò tra le altre una commissione per la vita, la giustizia e la pace, promosse l'istruzione con l'apertura di un seminario minore, di un seminario maggiore e di sei collegi, sostenne i campesinos e avviò il Centro di assistenza per vedove e orfani "Compartir", ridando speranza di vita e dignità alle madri, alle famiglie sfollate, alle persone che cercavano il reinserimento nella vita civile, ai giovani contadini nei loro studi e ad altre persone afflitte da problemi sociali.
Il 19 agosto 1995 papa Giovanni Paolo II lo nominò arcivescovo metropolita di Cali. Prese possesso dell'arcidiocesi il 23 settembre successivo. Anche a Cali, l'arcivescovo si fece una grande reputazione per il suo instancabile lavoro pastorale ed educativo. Criticò i tentativi del presidente Andrés Pastrana Arango di negoziare un accordo di pace con il principale esercito di guerriglia del paese, le Forze Armate Rivoluzionarie della Colombia (FARC), dicendo che era assurdo cercare di negoziare con guerriglieri che avevano rifiutato di deporre le armi durante i colloqui. La sua implacabile opposizione alla guerriglia gli valsero però gli elogi di Carlos Castano, il leader del più potente dei tanti squadroni della morte paramilitari di destra sorti in tutto il paese per contrastare i guerriglieri. La città di Cali, situata nel sud-ovest della Colombia, contava due milioni di persone e vedeva la presenza di alcune delle più potenti organizzazioni dedite al traffico di droga del paese. Monsignor Duarte Cancino per rispondere si occupò di organizzare un centro di spiritualità, un centro di catechesi, l'Università Lumen Gentium, il banco alimentare e un centro di ricerca. Fondò più di ventisette scuole ed eresse quarantadue parrocchie, soprattutto nei quartieri popolari. Fu un pacificatore, amico dei giovani e maestro di riconciliazione.
Monsignor Duarte Cancino fu fortemente critico verso i guerriglieri delle Forze Armate Rivoluzionarie della Colombia (FARC) e dell'Esercito di Liberazione Nazionale (ELN), nonché dei gruppi associati al traffico di droga, in particolare dopo il sequestro della chiesa di La María da parte dell'ELN per il quale ha pubblicamente scomunicato i colpevoli. Accusò pubblicamente i boss della droga di aver versato denaro nelle casse elettorali dei candidati locali nelle elezioni del Congresso del 2002.
Il 16 marzo 2002 fu ucciso da due uomini armati che gli spararono mentre lasciava una cerimonia religiosa, un matrimonio collettivo di oltre cento coppie nella chiesa del Buon Pastore nel distretto di Aguablanca a Cali. Il pontefice espresse il suo dolore per l'assassinio dell'arcivescovo ed esortò i colombiani a proseguire nel dialogo e a rifiutare ogni tipo di violenza, ricatto e sequestro di persona.
Le esequie si tennero martedì 19 marzo e furono presieduti dal cardinale Pedro Rubiano Sáenz, arcivescovo di Bogotà, alla presenza di oltre 70 vescovi di tutta l'America latina, del presidente Andrés Pastrana Arango, di diversi membri del suo gabinetto, dei candidati alla presidenza, di altre autorità civili, ecclesiastiche e militari del dipartimento di Valle del Cauca e di più di 20 000 fedeli che accompagnarono la salma in piazza Caicedo, di fronte alla cattedrale. È sepolto nella cattedrale di San Pietro a Cali. Monsignor Duarte Cancino è il prelato cattolico di più alto rango in Colombia ad essere ucciso negli oltre sessant'anni di durata del conflitto armato colombiano.
Le autorità giudiziarie inizialmente considerarono come autori del crimine i membri del cartello del Nord della Valle. Le dichiarazioni sorprendenti di un uomo arrestato per trasporto illegale di armi in seguito portarono i pubblici ministeri a sospettare della guerriglia delle FARC. Dieci anni dopo, il secondo tribunale penale speciale di Cali condannò il massimo leader delle FARC, Timochenko, e altri tre comandanti della guerriglia, Efraín Guzmán, Pablo Catatumbo e Iván Márquez, come mandanti. Tuttavia, l'anno successivo, l'Alta Corte di Cali annullò la decisione  perché l'uomo rifiutò di testimoniare in tribunale sulla base del fatto che la Procura della Repubblica non aveva onorato gli accordi che aveva stipulato con lui. Cinque anni dopo, nel marzo del 2017, si venne a sapere che lo Stato colombiano non aveva pagato all'informatore la ricompensa di un miliardo di pesos colombiani inizialmente promessigli.

## Genealogia episcopale e successione apostolica
La genealogia episcopale è:
- Cardinale Scipione Rebiba
- Cardinale Giulio Antonio Santori
- Cardinale Girolamo Bernerio, O.P.
- Arcivescovo Galeazzo Sanvitale
- Cardinale Ludovico Ludovisi
- Cardinale Luigi Caetani
- Cardinale Ulderico Carpegna
- Cardinale Paluzzo Paluzzi Altieri degli Albertoni
- Papa Benedetto XIII
- Papa Benedetto XIV
- Papa Clemente XIII
- Cardinale Bernardino Giraud
- Cardinale Alessandro Mattei
- Cardinale Pietro Francesco Galleffi
- Cardinale Giacomo Filippo Fransoni
- Cardinale Carlo Sacconi
- Cardinale Edward Henry Howard
- Cardinale Mariano Rampolla del Tindaro
- Cardinale Sebastiano Martinelli, O.E.S.A.
- Cardinale Donato Raffaele Sbarretti Tazza
- Cardinale Valerio Valeri
- Cardinale Giuseppe Paupini
- Arcivescovo Héctor Rueda Hernández
- Arcivescovo Isaías Duarte Cancino

La successione apostolica è:
- Vescovo Luis Adriano Piedrahita Sandoval (1999)
- Vescovo José Soleibe Arbeláez (1999)